# I Decided
Albums de Big Sean
TWENTY88
(2016) Double or Nothing
(2017)
Singles
1. Bounce Back
Sortie : 12 décembre 2016
2. Moves
Sortie : 14 janvier 2017
3. Halfway Off the Balcony
Sortie : 3 février 2017

I Decided. est le quatrième album studio du rappeur américain Big Sean, sorti le 3 février 2017. L'album s'est classé 1er au Billboard 200.

## Liste des titres
| No  | Titre                                                   | Auteur | Producteur(s) / Compositeur(s)                                                        | Durée |
| --- | ------------------------------------------------------- | --- | ------------------------------------------------------------------------------------- | ----- |
| 1.  | Intro                                                   | Sean Anderson, Lawrence Jackson, Michael Carson                                                                                              | Amaire Johnson                                                                        | 2:52  |
| 2.  | Light (featuring Jeremih)                               | S. Anderson, Aamire Johnson, Garry Glenn | Big Sean, Amaire Johnson, Nick Kennerly (violon), Peter Lee Johnson (violon)          | 2:31  |
| 3.  | Bounce Back                                             | S. Anderson, Christian Ward, Leland Wayne, Samuel Jimenez, Amaire Johnson, Jeremy Felton, Kanye West                                         | Hitmaka, Smash David (co.), Metro Boomin (ad.), Amaire Johnson (ad.)                  | 3:47  |
| 4.  | No Favors (featuring Eminem)                            | S. Anderson, Marshall Mathers, Brittany Hazzard, Ebony Oshunrinde, Bach Hoang Nguyentran, Mark Sebastian, Steve Boone, John Sebastian        | WondaGurl, Big Sean (ad.), FrancisGotHeat (ad.)                                       | 5:19  |
| 5.  | Jump Out the Window                                     | S. Anderson, Jason Boyd, Dwane M. Weir II, Darhyl Camper                                                                                     | Key Wane, Hey DJ (ad.)                                                                | 2:07  |
| 6.  | Moves                                                   | S. Anderson, Eduardo Earle, Jeff Lacroix, A. Johnson, Serge Durand                                                                           | Fuse, Tre Pounds (co.), Amaire Johnson (ad.)                                          | 2:57  |
| 7.  | Same Time Pt. 1 (featuring Jhené Aiko)                  | S. Anderson, A. Johnson | Amaire Johnson, Li So (guitare)                                                       | 2:24  |
| 8.  | Owe Me                                                  | S. Anderson, Dijon McFarlane, A. Johnson | DJ Mustard, Amaire Johnson, Travi$ Scott (ad.)                                        | 2:23  |
| 9.  | Halfway Off the Balcony                                 | S. Anderson, A. Johnson, Maximilian Jaeger                                                                                                   | Amaire Johnson, Maximilian Jaeger (ad.), Henry Solomon (instruments)                  | 3:39  |
| 10. | Voices in My Head / Stick to the Plan                   | S. Anderson, Dacoury Natche, L. Wayne, Khalil Abdul-Rahman                                                                                   | DJ Dahi, Metro Boomin, Amaire Johnson (ad.)                                           | 2:37  |
| 11. | Sunday Morning Jetpack (featuring The-Dream)            | S. Anderson, A. Johnson, Terius Nash | Amaire Johnson, Cary Singer (ad.), Nick Kennerly (violon), Peter Lee Johnson (violon) | 2:18  |
| 12. | Inspire Me                                              | S. Anderson, Noel Fisher, Sidney Swift, Justin Bradley, Ruben Raymond, Justin Rodriguez                                                      | Detail, Amaire Johnson (ad.)                                                          | 3:15  |
| 13. | Sacrifices (featuring Migos)                            | S. Anderson, Quavious Marshall L. Wayne, Allen Ritter                                                                                        | Metro Boomin, Allen Ritter (co.)                                                      | 3:07  |
| 14. | Bigger Than Me (featuring Flint Chozen Choir & Starrah) | S. Anderson, B. Hazzard, A. Johnson Robert Harris, Juliet Roberts, Steve Jeffries, Thomas Blaize, Moses Davis, Andrew Thomas, Steven Marsden | RobGotBeats, Amaire Johnson, Nick Kennerly (violon), Peter Lee Johnson (violon)       | 3:49  |

* (co.) Coproducteur
* (ad.) Producteur additionnel